# Gelgel
Gelgel ist ein Dorf (desa) im Regierungsbezirk (Kabupaten) Klungkung auf Bali, Indonesien. Das Dorf liegt in Küstennähe, vier Kilometer südlich der Hauptstadt Semarapura. Es beherbergt einige kulturell interessante Bauwerke. Es ist bekannt für seine Töpferwaren und handgewebten zeremoniellen Songket-Stoffe.
Gelgel ist zugleich auch die Bezeichnung für ein hinduistisches Königreich, das mehrere Jahrhunderte an Balis Nordküste bestand und unterschiedliche Ausdehnungen erreichte.
Die Macht des Dorfes erreichte ihren Höhepunkt während des Königreichs Gelgel, das Bali vom frühen 16. Jahrhundert bis 1686 beherrschte.
Vom alten Königspalast (Puri) sind heute keine Spuren mehr vorhanden. Das alte Ahnenheiligtum der Herrscherdynastie, Pura Jero Agung, steht noch immer auf dem alten Palastgelände. Östlich von Pura Jero Agung befindet sich ein weiterer alter Tempel, Pura Dasar, ein Gegenstück zum „Muttertempel“ Balis, Pura Besakih. Im Dorf befindet sich auch die älteste Moschee Balis, die von den Gefolgsleuten der alten Könige erbaut wurde. Adrian Vickers, „Sights of Klungkung; Bali's most illustrious kingdom“, in: Eric Oey (Hrsg.), „Bali; Island of the Gods“, Singapur: Periplus 1990, S. 168.

## Frühe Geschichte
Die Geschichte von Gelgel wird ausführlich in den traditionellen Chroniken (Babad) beschrieben, insbesondere im Werk Babad Dalem aus dem 18. Jahrhundert. Diesen Texten zufolge folgte auf die Eroberung Balis durch das javanische Königreich Majapahit die Errichtung einer Vasallendynastie in Samprangan, dem heutigen Regierungssitz Gianyar, nahe dem alten Königshaus Bedulu. Diese Errichtung erfolgte zur Zeit des Majapahit-Ministers Gajah Mada (gest. 1364).
Der erste Herrscher von Samprangan, Sri Aji Kresna Kepakisan, hatte drei Söhne. Der älteste, Dalem Samprangan, folgte seinem Vater nach, erwies sich jedoch als eitler und inkompetenter Herrscher. Sein jüngster Bruder Dalem Ketut gründete in Gelgel einen neuen Königssitz, während Samprangans Macht schwand. Später besuchte er Majapahit und erhielt von König Hayam Wuruk mächtige Erbstücke (pusaka). Nach einiger Zeit verfiel das Königreich Majapahit im Chaos und verschwand.
Zurück blieben Dalem Ketut und sein balinesisches Königreich als Erben seiner hinduistisch-javanischen Kultur. Diese traditionelle Darstellung ist problematisch, da sie unvereinbare chronologische Schwierigkeiten enthält; der Majapahit-Herrscher Hayam Wuruk starb 1389, während der Untergang Majapahits viel später, im frühen 16. Jahrhundert, erfolgte.

## Das goldene Zeitalter
Aus einem Vergleich externer und einheimischer Quellen geht hervor, dass Gelgel im 16. Jahrhundert ein mächtiges Gemeinwesen auf Bali war. Der Sohn von Dewa Ketut, Dalem Baturenggong, regierte vermutlich Mitte des 16. Jahrhunderts. Er empfing einen Brahmanen namens Nirartha an seinem Hof, der vor den chaotischen Verhältnissen auf Java geflohen war. Zwischen dem Herrscher und Nirartha entwickelte sich eine fruchtbare Beziehung als Mäzen und Priester, der sich intensiv mit Literatur beschäftigte.
Zur Zeit Dalem Baturenggongs sollen Lombok, West-Sumbawa und Blambangan (das östlichste Java) unter Gelgels Oberhoheit gekommen sein. Nach seinem Tod führte sein Sohn Dalem Bekung eine unruhige Herrschaft, die von zwei schweren Aufständen der Hofaristokraten (traditionell datiert auf 1558 und 1578) und einer schweren militärischen Niederlage gegen das javanische Königreich Pasuruan geprägt war. Sein Bruder und Nachfolger Dalem Seganing war ein erfolgreicher König, dessen lange Herrschaft relativ frei von inneren Unruhen war. Eine einheimische Datenliste datiert seinen Tod auf 1623, einige Historiker datieren ihn jedoch später.
Dalem Seganings Sohn Dalem Di Made entsandte einen weiteren erfolglosen Feldzug gegen Java, der vom König des Sultanates Mataram besiegt wurde. Im hohen Alter verlor er die Macht an seinen wichtigsten Minister (Pathih), Anglurah Agung (Gusti Agung Maruti). Bestimmte indigene Texte datieren seinen Tod auf das Jahr 1642, Historiker haben jedoch auch 1651 oder ca. 1665 als korrektes Datum vorgeschlagen.
Niederländische und portugiesische Quellen bestätigen die Existenz eines mächtigen Königreichs im 16. und 17. Jahrhundert, dem die benachbarten Gebiete Lombok, Westsumbawa und Balambangan tributpflichtig oder lose untergeordnet waren. Dem König (dalem) zur Seite standen hochrangige Minister aus den Familien Agung und Ler sowie eine erbliche Linie brahmanischer Lehrer. Das Königreich Gelgel wurde um 1619 vom seeorientierten Königreich Makassar bedroht, das es seiner Interessen in Sumbawa und zumindest Teilen Lomboks beraubte.
Mit Mataram kam es zwischen 1635 und 1647 zu Kämpfen um den Besitz von Blambangan. am Ende gewann Gelgel die Oberhand.
Die Holländer erschienen 1597 zum ersten Mal auf der Insel und gingen freundschaftliche Beziehungen mit dem Gelgel-Herrscher ein. Die nachfolgenden Beziehungen zwischen der Niederländischen Ostindien-Kompanie (VOC) und den Königen von Gelgel waren im Allgemeinen gut, obwohl Versuche einer konkreten politischen Zusammenarbeit meist erfolglos blieben. Die Portugiesen in Malakka entsandten 1635 eine erfolglose Missionsexpedition zum König.
Europäische Quellen beschreiben Bali zu dieser Zeit als eine dicht besiedelte Insel mit mehr als 300.000 Einwohnern und einer florierenden Landwirtschaft. Zu Beginn des 17. Jahrhunderts war es durch Händler aus dem Gebiet Pasisir an Javas Nordküste in die Wirtschaftsnetzwerke des südostasiatischen Archipels eingebunden. Diese Händler tauschten Pfeffer aus dem westlichen Teil des Archipels gegen auf Bali hergestellte Baumwollstoffe, die dann nach Ostindonesien und auf die Philippinen gebracht wurden. Es gab jedoch keine nennenswerte Gruppe einheimischer balinesischer Händler. B. Schrieke (1955), „Indonesian sociological studies“, Bd. I. Den Haag & Bandung: Van Hoeve, S. 20–21.

## Zersplitterung und Untergang
Indigenen und niederländischen Quellen zufolge brachen 1651 nach dem Tod eines Gelgel-Herrschers interne Konflikte aus, die sich über die folgenden Jahrzehnte fortsetzten. Der königliche Minister Anglurah Agung setzte sich ab mindestens 1665 als Herrscher von Gelgel ein, stieß jedoch auf Widerstand von verschiedenen Seiten. Schließlich fiel Anglurah Agung 1686 in der Schlacht gegen den Adligen Batulepang. Danach etablierte sich ein Spross der alten königlichen Linie namens Dewa Agung Jambe als neuer Oberherrscher mit Sitz in Klungkung (Semarapura).
Das Königreich Klungkung bestand bis ins 20. Jahrhundert. Dem neuen Königreich gelang es jedoch nicht, die Elitegruppen auf Bali zu versammeln, wie es Gelgel getan hatte. Die Herrscher (Dewa Agung) von Klungkung blieben weiterhin oberste Könige, doch die Insel wurde in mehrere kleinere Königreiche aufgeteilt (Karangasem, Sukawati, Buleleng, Tabanan, Badung usw.). Diese politische Zersplitterung hielt bis zur niederländischen Kolonialherrschaft zwischen 1849 und 1908 an.
Nach der Verlegung des Königssitzes wurde Gelgel selbst in ein Dorf umgewandelt, das von einem Nebenzweig der Dewa-Agung-Dynastie verwaltet wurde. Um 1730 wurde der damalige Herrscher von Gelgel von drei Prinzen von Karangasem angegriffen und getötet, deren Vater er ermordet hatte.
Im Jahr 1908, während der niederländischen Intervention auf Bali, griff der örtliche Herrscher eine Truppe niederländischer Kolonialsoldaten an. Dies war der Auslöser für den bekannten Puputan des Klungkung-Palastes (18. April 1908), bei dem die königliche Dynastie und ihre Gefolgsleute einen selbstmörderischen Angriff auf gut bewaffnete niederländische Truppen verübten.

## Liste der Herrscher
- Dalem Ketut, frühes 16. Jahrhundert?
- Dalem Baturenggong, Mitte des 16. Jahrhunderts
- Dalem Bekung, erwähnt 1558–1578
- Dalem Seganing, gest. 1623 oder 1651
- Dalem Di Made, gest. 1642 oder 1651 oder 1665
- Dewa Pacekan, gest. 1650? (nur in einigen Listen erwähnt)
- Dewa Cawu, gest. 1673? (nur in einigen Listen erwähnt)
- Anglurah Agung, vor 1665–1686